# Orsolina della Penna

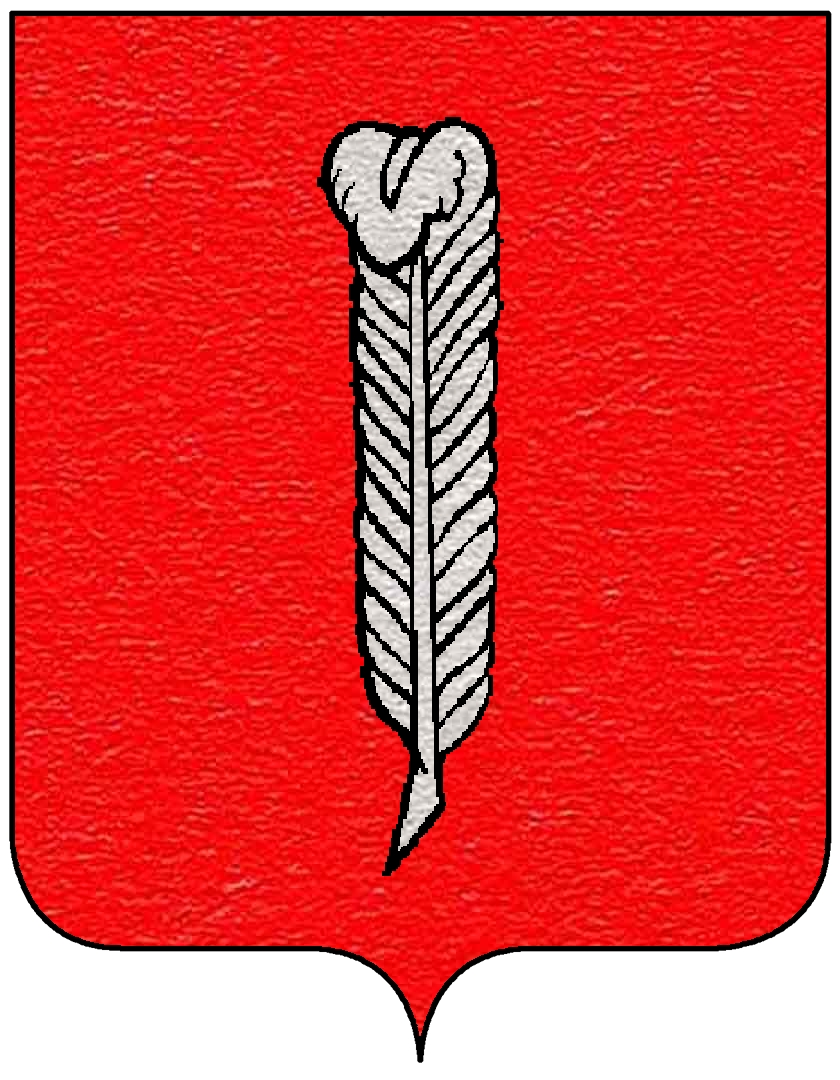
Stemma della Penna

Orsolina della Penna (Perugia, 1500 – 1536?) è stata una nobildonna italiana ed amante dell'imperatore Carlo V.

## Biografia
Orsolina della Penna, conosciuta come "la bella di Perugia ", fu una nobile ed amante segreta dell'imperatore Carlo V, conosciuto durante un viaggio nelle Fiandre del marito Valentino de’ Cancellieri alla corte di Bruxelles. Qui il marito si ammalò e morì. Orsolina entrò in contatto agli inizi del 1522 con Carlo V e rimase incinta. Rientrò in Italia e il 23 gennaio 1523 partorì a Bologna la figlia Taddea. Ritornata in segreto a Perugia, affidò la piccola alle cure del convento di San Lorenzo a Collazzone, nelle vicinanze di Todi, dove venne educata. Orsolina ricevette una donazione da parte dell'imperatore, durante il suo soggiorno in Italia nel 1536, di 3.000 scudi d'oro per la crescita della figlia. Morì probabilmente nello stesso anno.